# Rhagie mordante

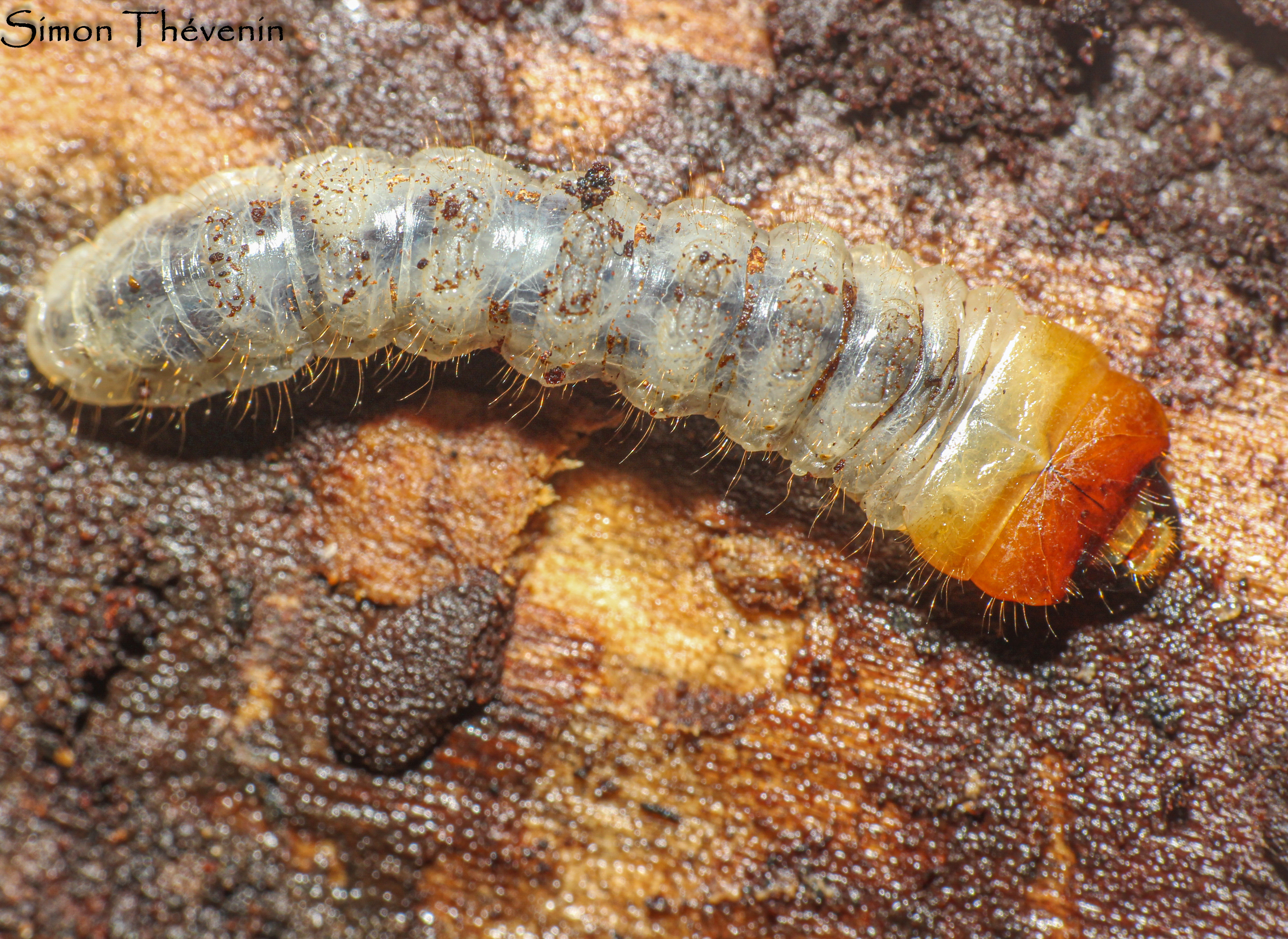
Larve de Rhagium mordax (Rhagie mordante) dans du bois mort de Pinus halepensis (Pin d'Alep)

Rhagium mordax
Espèce
Statut de conservation UICN

 LC  : Préoccupation mineure
Rhagium mordax, la Rhagie mordante, est une espèce d'insectes coléoptères de la famille des cérambycidés.
Cette espèce est saproxylophage, c'est-à-dire que sa larve se nourrit du bois mort en décomposition. 

Pour conserver cette espèce et de nombreuses autres espèces saproxylophages, il est demandé aux forestiers de conserver du bois mort et des îlots d'arbres sénescents.
Elle figure sur la liste rouge européenne de l'UICN.